# Willy Røgeberg
Willy Røgeberg (n. 11 decembrie 1905, Christiania, Norvegia – d. 15 decembrie 1969, Oslo, Norvegia) a fost un trăgător de tir ce a reprezentat Norvegia, medaliat olimpic. A participat la 2 ediții ale Jocurilor Olimpice (1936, 1948) în care a câștigat o medalie de aur și o medalie de bronz.